# Камия (Айдахо)
Ка́мия (англ. Kamiah) — город, расположенный в округах Айдахо и Льюис, штат Айдахо, США. По оценкам на 2009 год население составляло 1 130 человек

## История
До прихода белых на месте города люди племени не-персе проводили зимовки. Там они ловили составлявшую основу их рациона микижу и изготавливали лески «Камиа». От них пошло имя города Камия, что означает «много верёвочных подстилок». Весной 1806 года на этом месте несколько недель прожили первопроходцы Льюис и Кларк, ожидая, пока растает снег.

## География и климат
Бо́льшая часть города расположена на востоке округа Льюис, небольшая часть расположена в северо-западной части соседнего округа Айдахо. Высота центральной части города составляет 365 м. Площадь города составляет 3,0 км², из которых 0,18 км² занимает водная поверхность. Город расположен на пересечении шоссе US 12, ID-64 и ID-162. при городе имеется аэропорт.
| Климатограмма Камии                                         | Климатограмма Камии | Климатограмма Камии | Климатограмма Камии | Климатограмма Камии | Климатограмма Камии | Климатограмма Камии | Климатограмма Камии | Климатограмма Камии | Климатограмма Камии | Климатограмма Камии | Климатограмма Камии |
| ----------------------------------------------------------- | ------------------- | ------------------- | ------------------- | ------------------- | ------------------- | ------------------- | ------------------- | ------------------- | ------------------- | ------------------- | ------------------- |
| Я                                                           | Ф                   | М                   | А                   | М                   | И                   | И                   | А                   | С                   | О                   | Н                   | Д                   |
| 73.9 3 −4                                                   | 67.6 8 −2           | 64.3 13 0           | 61.0 18 3           | 65.8 22 7           | 42.4 27 10          | 26.9 32 12          | 22.4 32 12          | 31.5 26 7           | 50.3 17 2           | 85.9 8 −1           | 83.6 3 −3           |
| Температура в °C • Сумма осадков в мм Источник: weather.com |                     |                     |                     |                     |                     |                     |                     |                     |                     |                     |                     |

## Население
Согласно оценочным данным за 2009 год, население Камии составляло 1 130 человек Плотность населения равна 376,7 чел./км². Средний возраст населения — 44 года и 5 месяцев. Половой состав населения: 46,8 % — мужчины, 53,2 % — женщины. В 2000 году насчитывалось 531 домашнее хозяйство и 302 семейства. Расовый состав населения по состоянию на 2000 год:
- белые — 88,9 %;
- чернокожие — 0,3 %;
- индейцы — 8,0 %;
- азиаты — 0,3 %;
- океанийцы — 0,1 %;
- другие расы — 1,5 %
- две и более расы — 1,0 %.

Ниже приведена динамика численности населения города:

## Интересные факты
По поверьям племени не-персе на территории, где ныне расположена Камия, впервые появились лошади породы Аппалуза.